# Довбыш, Виктор Олегович
Виктор Олегович До́вбыш (укр. Віктор Олегович Довбиш; род. 13 октября 1985, Запорожье) — украинский футболист, полузащитник

## Биография
Воспитанник запорожского «Торпедо». Первый тренер — Виктор Викторович Шавло. После завершения обучения несколько месяцев провёл в «Шахтёре-3», затем решил уйти в донецкий «Металлург», где также не смог закрепиться. В итоге возвратился домой, играл в первенстве области. В 2010 году футболиста заметили представители горностаевского «Мир» и дозаявили к финальной части любительского чемпионата Украины. Довбыш забил несколько мячей и помог «Миру» стать победителем турнира.
После этого успеха Довбыш получил приглашение в литовский «Мажейкяй». В высшем дивизионе Литвы дебютировал 12 марта 2011 года в игре с «Таурасом», выйдя в стартовом составе. Всего в А-лиге сыграл 21 матч. В команде помимо Довбыша было много украинцев — Жигалов, Антипов, Лендел, Полянский, Кисляков, Панин, Чечеленко, Пиркавец, Турчин, Ширай, Озюм. «Мажейкяй» держался в серединке, шёл четвёртым, пятым, но украинцы, по словам Довбыша, не видели для себя перспектив и поразъезжались. Полузащитник возвратился в «Мир», который в то время уже играл во второй лиге. Был лидером команды до её расформирования в конце 2013 года.
Далее играл во второй лиге за «Авангард» (Краматорск) и «Кристалл» (Херсон). В 2016 году вернулся в Литву, где стал игроком «Дайнавы». В 2017 году играл в ФК «Невежис». В 2018 году вернулся в Запорожье, выступал в ФК «Мотор».